# نوغاب أفضل أباد (فشارود)
نوغاب أفضل أباد (بالفارسية: نوغاب افضل‌آباد) هي مستوطنة تقع في إيران في قسم فشارود الريفي. يقدر عدد سكانها بـ 125 نسمة .